# Ozark (serie televisiva)
Ozark è una serie televisiva statunitense che ha esordito il 21 luglio 2017 in tutti i paesi in cui il servizio on demand Netflix è disponibile.

## Trama
Marty Byrde, un consulente finanziario che vive con la propria famiglia a Chicago, ha un secondo lavoro molto particolare: riciclare denaro sporco per un cartello della droga messicano. Tuttavia, quando le cose incominciano ad andare male, si trasferisce con la moglie Wendy e i due figli Charlotte e Jonah in un villaggio turistico sul lago degli Ozarks del Missouri, convincendo il boss messicano Del Río, portavoce del "secondo cartello della droga messicano" che in tale luogo si possano riciclare facilmente grosse somme di denaro.
Una volta sul lago, Marty Byrde, si trova però davanti a vari intoppi. In particolare la famiglia Langmore, i cui appartenenti hanno tutti precedenti penali, tra cui Ruth, che ingaggia e diviene il suo braccio destro, ma che vuole impossessarsi del patrimonio che il cartello ha affidato a Marty per essere riciclato. Altro intoppo è rappresentato dalla famiglia Snell, una famiglia di produttori di eroina, profondamente radicati nel territorio e particolarmente ostili nei confronti dei nuovi arrivati, compreso il cartello.

## Episodi
| Stagione         | Episodi | Pubblicazione USA | Pubblicazione Italia |
| ---------------- | ------- | ----------------- | -------------------- |
| Prima stagione   | 10      | 2017              | 2017                 |
| Seconda stagione | 10      | 2018              | 2018                 |
| Terza stagione   | 10      | 2020              | 2020                 |
| Quarta stagione  | 14      | 2022              | 2022                 |

## Personaggi e interpreti

### Personaggi principali
- Marty Byrde (stagioni 1-4), interpretato da Jason Bateman, doppiato da Massimo De Ambrosis. È un consulente finanziario che ricicla denaro sporco a Chicago per conto di un cartello della droga.
- Wendy Byrde (stagioni 1-4), interpretata da Laura Linney, doppiata da Alessandra Korompay. È la moglie di Martin Byrde. Apparentemente inoffensiva, è una donna intelligente, ambiziosa e avida di potere; inoltre, e anche un'abile manipolatrice e sfrutta questa sua qualità per favorire gli interessi del cartello.
- Charlotte Byrde (stagioni 1-4), interpretata da Sofia Hublitz, doppiata da Veronica Puccio. È la figlia di Marty e Wendy.
- Jonah Byrde (stagioni 1-4), interpretato da Skylar Gaertner, doppiato da Teo Achille Caprio (st. 1-3) e Riccardo Suarez (st. 4). Molto intelligente, è il fratello minore di Charlotte.
- Ruth Langmore (stagioni 1-4), interpretata da Julia Garner, doppiata da Lucrezia Marricchi.
- Rachel Garrison (stagioni 1-2, ricorrente stagione 4), interpretata da Jordana Spiro, doppiata da Rossella Acerbo. Manager del Blu Cat Lodge.
- Roy Petty (stagioni 1-2), interpretato da Jason Butler Harner, doppiato da Roberto Certomà. Agente speciale dell'FBI.
- Camino Del Río (stagione 1), interpretato da Esai Morales, doppiato da Andrea Lavagnino.
- Jacob Snell (stagioni 1-2), interpretato da Peter Mullan, doppiato da Gianni Giuliano. Spacciatore di eroina e marito di Darlene.
- Darlene Snell (stagioni 1-4), interpretata da Lisa Emery, doppiata da Stefania Romagnoli. Spacciatrice di eroina e moglie di Jacob.
- Wyatt Langmore (stagioni 2-4, ricorrente stagione 1), interpretato da Charlie Tahan, doppiato da Flavio Aquilone. Cugino fraterno di Ruth.
- Helen Pierce (stagione 3, ricorrente stagione 2), interpretata da Janet McTeer, doppiata da Fabrizia Castagnoli. Avvocato del cartello di Navarro.
- Ben Davis (stagione 3, guest star stagione 4), interpretato da Tom Pelphrey, doppiato da Stefano Crescentini. Fratello di Wendy.
- Maya Miller (stagioni 3-4), interpretata da Jessica Francis Dukes, doppiata da Cinzia De Carolis. Agente speciale dell'FBI.
- Jim Rettelsdorf (stagione 4, ricorrente stagione 2, guest star stagione 3), interpretato da Damian Young, doppiato da Paolo Maria Scalondro (s.2) Roberto Chevalier (s.3-4). Avvocato e collaboratore di Charles Wilkes che in più occasioni aiuta Wendy.
- Omar Navarro (stagione 4, ricorrente stagione 3), interpretato da Felix Solis, doppiato da Mario Cordova. Signore della droga e capo del cartello Navarro. Datore di lavoro dei Byrde.
- Javier "Javi" Elizondro (stagione 4), interpretato da Alfonso Herrera, doppiato da Gianfranco Miranda.
- Mel Suttem (stagione 4), interpretato da Adam Rothenberg, doppiato da Francesco Prando.

### Personaggi ricorrenti
- Russ Langmore (stagione 1, guest star stagione 2 e 4), interpretato da Marc Menchaca, doppiato da Roberto Draghetti. Zio di Ruth e padre di Three e Wyatt.
- Boyd Langmore (stagione 1, guest star stagione 4), interpretato da Christopher James Baker, doppiato da Enrico Pallini. Fratello di Russ e zio di Ruth, Three e Wyatt.
- Three Langmore (stagioni 1-4), interpretato da Carson Holmes, doppiato da Tito Marteddu. Cugino di Ruth e fratello di Wyatt
- Cade Langmore (stagioni 1-2) interpretato da Trevor Long, doppiato da Gianluca Machelli. Padre di Ruth.
- Trevor Evans (stagioni 1-4), interpretato da McKinley Belcher III, doppiato da Massimo Triggiani.
- John Nix (stagioni 1-4), interpretato da Robert C. Treveliar, doppiato da Vladimiro Conti.
- Sam Dermody (stagioni 1-4), interpretato da Kevin L. Johnson, doppiato da Massimiliano Virgilii.
- Tuck (stagioni 1-2), interpretato da Evan George Vourazeris, doppiato da Niccolò Guidi.
- Mason Young (stagioni 1-2), interpretato da Michael Mosley, doppiato da Francesco Pezzulli.
- Buddy Dyker (stagioni 1-2), interpretato da Harris Yulin, doppiato da Pietro Biondi.
- Ash (stagioni 1-2), interpretato da Michael Tourek, doppiato da Alessandro Ballico.
- Bruce Liddell (stagione 1), interpretato da Josh Randall, doppiato da Giorgio Borghetti.
- Bobby Dean (stagione 1), interpretato da Adam Boyer, doppiato da Stefano Thermes.
- Grace Young (stagione 1), interpretata da Bethany Anne Lind, doppiata da Paola Majano.
- Eugenia Dermody (stagione 1), interpretata da Sharon Blackwood, doppiata da Aurora Cancian.
- García (stagione 1), interpretato da Joseph Melendez, doppiato da Alessandro Budroni.
- Charles Wilkes (stagione 2, guest star stagioni 3 e 4), interpretato da Darren Goldstein, doppiato da Massimo Bitossi.
- Nelson (stagioni 2-4), interpretato da Nelson Bonilla.
- Jade (stagioni 2-4), interpretata da Melissa Saint-Amand.
- Frank Cosgrove Jr. (stagioni 3-4), interpretato da Joseph Sikora, doppiato da Gabriele Sabatini.

## Produzione
Il 15 agosto 2017, Netflix rinnova la serie per una seconda stagione di 10 episodi, uscita il 31 agosto 2018.
Il 27 marzo 2020 esce la terza stagione, anch'essa composta da 10 episodi.
A giugno 2020 viene annunciata la quarta e ultima stagione, composta da 14 episodi divisi in due parti.

## Riconoscimenti
- 2017 - Writers Guild of America Award
  - Candidatura per la miglior nuova serie a Whit Anderson, Bill Dubuque, Paul Kolsby, Mark Williams, Martin Zimmerman, Ryan Farley, Alyson Feltes e Chris Mundy
- 2018 - Golden Globe
  - Candidatura per il miglior attore in una serie drammatica a Jason Bateman
- 2018 - Premio Emmy
  - Candidatura per il miglior attore protagonista in una serie drammatica a Jason Bateman
  - Candidatura per la migliore regia in una serie drammatica a Jason Bateman (Episodio: "I rintocchi della campana")
  - Candidatura per la migliore regia in una serie drammatica a Daniel Sackheim (Episodio: "Stanotte improvvisiamo")
- 2018 - Screen Actors Guild Award
  - Candidatura per il miglior attore in una serie drammatica a Jason Bateman
  - Candidatura per la miglior attrice in una serie drammatica a Laura Linney
- 2019 - Golden Globe[5]
  - Candidatura per il miglior attore in una serie drammatica a Jason Bateman
- 2019 - Premio Emmy
  - Miglior attrice non protagonista in una serie drammatica a Julia Garner
  - Migliore regia in una serie drammatica a Jason Bateman (Episodio: "Riparazione")
  - Candidatura per la miglior serie drammatica
  - Candidatura per il miglior attore protagonista in una serie drammatica a Jason Bateman
  - Candidatura per la miglior attrice protagonista in una serie drammatica a Laura Linney
- 2019 - Critics' Choice Television Awards[6]
  - Candidatura per la miglior attrice non protagonista in una serie drammatica a Julia Garner
- 2019 - Screen Actors Guild Award
  - Candidatura per il miglior attore in una serie drammatica a Jason Bateman
  - Candidatura per la miglior attrice in una serie drammatica a Julia Garner
  - Candidatura per la miglior attrice in una serie drammatica a Laura Linney
  - Candidatura per il miglior cast in una serie drammatica a Jason Bateman, Lisa Emery, Skylar Gaertner, Julia Garner, Darren Goldstein, Jason Butler Harner, Carson Holmes, Sofia Hublitz, Laura Linney, Trevor Long, Janet McTeer, Peter Mullan, Jordana Spiro, Charlie Tahan, Robert Treveiler ed Harris Yulin
- 2019 - Writers Guild of America Award
  - Candidatura per il miglior episodio drammatico a David Manson (Episodio: "Il prezioso sangue di Cristo")
- 2020 - Premio Emmy
  - Miglior attrice non protagonista in una serie drammatica a Julia Garner
  - Candidatura per la miglior serie drammatica
  - Candidatura per il miglior attore protagonista in una serie drammatica a Jason Bateman
  - Candidatura per la miglior attrice protagonista in una serie drammatica a Laura Linney
  - Candidatura per la migliore regia in una serie drammatica ad Alik Sakharov (Episodio: "Fire Pink Road")
  - Candidatura per la migliore regia in una serie drammatica a Ben Semanoff (Episodio: "Su Casa Es Mi Casa")
  - Candidatura per la miglior sceneggiatura in una serie drammatica a Chris Mundy (Episodio: "All In")
  - Candidatura per la miglior sceneggiatura in una serie drammatica a John ShibanOzark (Episodio: "Scontro finale")
  - Candidatura per la miglior sceneggiatura in una serie drammatica a Miki Johnson (Episodio: "Fire Pink Road")
- 2021 - Golden Globe
  - Candidatura per la miglior serie drammatica
  - Candidatura per il miglior attore in una serie drammatica a Jason Bateman
  - Candidatura per la miglior attrice in una serie drammatica a Laura Linney
  - Candidatura per la miglior attrice non protagonista in una serie a Julia Garner
- 2021 - Critics' Choice Television Awards
  - Candidatura per la miglior serie drammatica
  - Candidatura per il miglior attore protagonista in una serie drammatica a Jason Bateman
  - Candidatura per la miglior attrice protagonista in una serie drammatica a Laura Linney
  - Candidatura per la miglior attrice non protagonista in una serie drammatica a Julia Garner
  - Candidatura per la miglior attrice non protagonista in una serie drammatica a Janet McTeer
- 2021 - Screen Actors Guild Award
  - Miglior attore in una serie drammatica a Jason Bateman
  - Candidatura per la miglior attrice in una serie drammatica a Julia Garner
  - Candidatura per la miglior attrice in una serie drammatica a Laura Linney
  - Candidatura per il miglior cast in una serie drammatica a Jason Bateman, McKinley Belcher III, Jessica Frances Dukes, Lisa Emery, Skylar Gaertner, Julia Garner, Sofia Hublitz, Kevin L. Johnson, Laura Linney, Janet McTeer, Tom Pelphrey, Joseph Sikora, Felix Solis, Charlie Tahan e Madison Thompson
- 2021 - Writers Guild of America Award
  - Candidatura per la miglior serie drammatica a Laura Deeley, Bill Dubuque, Paul Kolsby, Miki Johnson, Chris Mundy, John Shiban, Ning Zhou e Martin Zimmerman
  - Candidatura per il miglior episodio drammatico a Miki Johnson (Episodio: "Fire Pink Road")